# Busto de Ferdinando Marcos

O busto de Ferdinand Marcos junto com a Autoestrada Aspiras-Palispis em Tuba, Benguet, Filipinas, foi um monumento de betão de 30 metros do antigo Presidente das Filipinas, ditador, e cleptocrata Ferdinando Marcos. O monumento foi alvo de controvérsia pois a sua construção desalojou residentes Ibaloi indígenas na área pouco povoada, e os residentes Ibaloi foram alegadamente forçados a vender a sua terra ancestral por preços muito baixos. O monumento foi destruído em dezembro de 2002, com o Novo Exército Popular, o braço armado do Partido Comunista das Filipinas, tomando crédito pela sua destruição.

## Busto
O busto oco media 30 metros de altura e era feito de betão.

## História

### Construção
Em 1978, a construção do busto começou junto com a Autoestrada Aspirar-Palispis, então chamada Austoestrada Marcos. O busto foi construído pela Autoridade do Turismo das Filipinas e era suposto ser a peça central do Parque Marcos de 300 hectares que iria incluir um campo de golfe, clube de desporto, centro de convenções e hotel. O busto foi posicionado perto do pico da Montanha Shontoug que podia ser visto por motoristas com destino a Baguio tão longe quanto a 3 quilómetros do monumento. O escultor Anselmo B. Dayag que construiu a Águia do Norte (Agoo, La Union) e a Cabeça do Leão (Kennon Road, Baguio) foi escolhida para fazer o design e esculpir o busto. Dayag morreu antes de completar o busto, tal como outro escultor que foi contratado pela família de Dayag para continuar o projeto. Antes da morte do escultor, andaimes revestidos com madeira compensada foram reportadamente erguidos para deliberadamente esconder a construção do busto. Um  tufão mais tarde levou os andaimes, expondo o busto.

### Deslocação dos Ibaloi
Os Ibaloi na área afetado supostamente foram desalojados devido à construção do busto, tendo sido forçados a vender as suas terras por preços muito baixos. O busto foi completado por volta de 1980.
Depois da Revolução do Poder Popular de 1986, o povo Ibaloi mataram um porco e um carabão e derramaram o sangue dos animais no busto para fazer um "exorcismo" e mais tarde abriram um processo para recuperar o seu terreno.
Em 2001, a Autoridade de Turismo das Filipinas processou os Ibaloi que tinham reocupado as suas terras ancestrais, alegando direitos sobre o Parque Marcos. O Tribunal Supremo manteve os direitos dos Ibaloi sobre a terra numa decisão lançada em 2007.

### Destruição
O busto foi bombardeado em 1989 por rebeldes esquerdistas, que foram capazes de rebentar um buraco na orelha esquerda do busto.
O busto foi destruído usando dinamite antes de amanhecer a 29 de dezembro de 2002, por suspeitos de caçadores de tesouros que pensavam que o busto continha partes do suposto tesouro Yamashita. O Governador de Benguet Raul Mencio Molintas disse que a polícia aprendeu que uma carrinha Toyota FX branca esteve na área antes do incidente. Pensava-se inicialmente que o Novo Exército Popular estava por detrás do monumento. Comando Chadli Molintas do grupo rebelde alegou responsabilidade pelo incidente numa publicação na imprensa um dia mais tarde. Os comunistas disseram que a mera existência do busto "é zombaria de justiça e uma traição da vontade das pessoas. ... Deixem as ruínas ser um lembrete feio de que os Marcoses ainda não pagaram pelos seus crimes."
Alguns críticos de Marcos criticaram a destruição do monumento. O arcebispo Oscar Cruz de Lingayen-Dagupan disse que os autores do crime "nunca deviam ter destruído o monumento ao mal deste país", descrevendo o busto como "um monumento ao mal, avisando as pessoas para nunca se tornaram no que este homem foi".

### Protestos
A localização do busto tem sido local de protestos contra a família Marcos. Antes do busto ser erguido, protestos foram  realizados a opor-se à apropriação de terras ancestrais Ibaloi sob a ditadura de Marcos.
Em 2016, protestantes juntaram-se para denunciar a ditadura da família Marcos durante a lei marcial e a candidatura de Bongbong Marcos para vice presidente. Em 202, a Aliança dos Povos da Cordilheira e a Campanha Contra a Volta dos Marcoses e Lei Marcial revelou faixas com as palavras "Marcos Nenhum Herói", "O Norte Resiste", e "Não a Duterte Marcos 2022" em referência à candidatura de Bongbong Marcos para a presidência das Filipinas.

## Perceção pública
O busto foi sujeito de controvérsia e foi visto como auto-glorificação, especialmente por críticos da administração Marcos. Os Ibalois desalojados viam-no como um símbolo da sua desconfiança pelas autoridades governamentais visto que a construção do busto os desalojou. Insurgentes comunistas também criticaram a construção do busto, e muitos grupos planearam destruir o busto.

## Reabilitação
Em 2003, o prefeito de Baguio Ramon Labo Jr. fez uma oferta à família Marcos para restaurar o busto. Imelda Marcos, a viúva de Ferdinando Marcos, tratou a oferta como um gesto generoso, mas afirmou que qualquer ação para arranjar o monumento deveria ser "uma decisão coletiva dos Marcoses e os seus apoiantes". Bongbong Marcos (que seria mais tarde o 17º presidente das Filipinas), disse que a família não sentia necessidade de arranjar o busto apesar da oferta.